# Edomoiselle
Edomoiselle (江戸モアゼル?) è una serie televisiva giapponese del 2021.

## Trama
All'improvviso nella vita di un normalissimo cameriere, Shunsuke Kuraji, appare una vera e propria oiran, che dice di chiamarsi Senko. Dato che la giovane è un personaggio storico realmente esistito, a Shunsuke e ai propri amici non resta che capire come il fenomeno è stato possibile e nel frattempo impedire che altri scoprano la reale identità della fanciulla.